# Химн на СССР
Химнът на СССР е държавният химн на СССР, приет през 1943 г. и заменил „Интернационалът“.
Написан е през 1936 г. като „Химн на болшевишката партия“ (текст Василий Лебедев-Кумач), музика А. В. Александров.
През 1943 г. е написан нов вариант на текста от Сергей Михалков и Габриел Ел-Регистан. Утвърден е на 14 декември 1943 г. с постановление на Политбюро на ЦК на ВКП (б). За първи път новият химн е изпълнен в нощта на 1 януари 1944 г. Официално се използва от 15 март 1944 г.
Същата музика се изпълнява и като химн на РСФСР.

## Текст

### 1943
Союз нерушимый республик свободных
Сплотила навеки Великая Русь.
Да здравствует созданный волей народов
Единый, могучий Советский Союз!
Припев:
Славься, Отечество наше свободное,
Дружбы народов надёжный оплот!
Знамя советское, знамя народное
Пусть от победы к победе ведёт!
Сквозь грозы сияло нам солнце свободы,
И Ленин великий нам путь озарил.
Нас вырастил Сталин – на верность народу
На труд и на подвиги нас вдохновил.
Припев:
Славься, Отечество наше свободное,
Счастья народов надёжный оплот!
Знамя советское, знамя народное,
Пусть от победы к победе ведет!
Мы армию нашу растили в сраженьях,
Захватчиков подлых с дороги сметём!
Мы в битвах решаем судьбу поколений,
Мы к славе Отчизну свою поведём!
Припев:
Славься, Отечество наше свободное,
Славы народов надёжный оплот!
Знамя советское, знамя народное
Пусть от победы к победе ведёт!

### 1955
През това време химнът се изпълнява без думи, понеже в предишния текст се споменава Сталин. Но официално никога не е отменян старият текст на химна.

### От1977до1991
Утвърден е с указ на Президиума на Върховния съвет на СССР от 27 май 1977 г.
Музиката остава на А. В. Александров, а текстът е на Сергей Михалков и Харолд Ел-Регистан.
Союз нерушимый республик свободных
Сплотила навеки Великая Русь
Да здравствует созданный волей народов
Единый, могучий Советский Союз!
Припев:
Славься, Отечество наше свободное,
Дружбы народов надежный оплот!
Партия Ленина – сила народная
Нас к торжеству коммунизма ведет!
Сквозь грозы сияло нам солнце свободы,
И Ленин великий нам путь озарил:
На правое дело он поднял народы,
на труд и на подвиги нас вдохновил!
Припев:
Славься, Отечество наше свободное,
Дружбы народов надежный оплот!
Партия Ленина – сила народная
нас к торжеству коммунизма ведет!
В победе бессмертных идей коммунизма
Мы видим грядущее нашей страны,
И красному знамени славной Отчизны
Мы будем всегда беззаветно верны!
Припев:
Славься, Отечество наше свободное,
Дружбы народов надежный оплот!
Партия Ленина – сила народная
нас к торжеству коммунизма ведет!